# Spelobia beadyi
Spelobia beadyi är en tvåvingeart som beskrevs av Marshall 1985. Spelobia beadyi ingår i släktet Spelobia och familjen hoppflugor. Inga underarter finns listade i Catalogue of Life.